# Белградський марафон

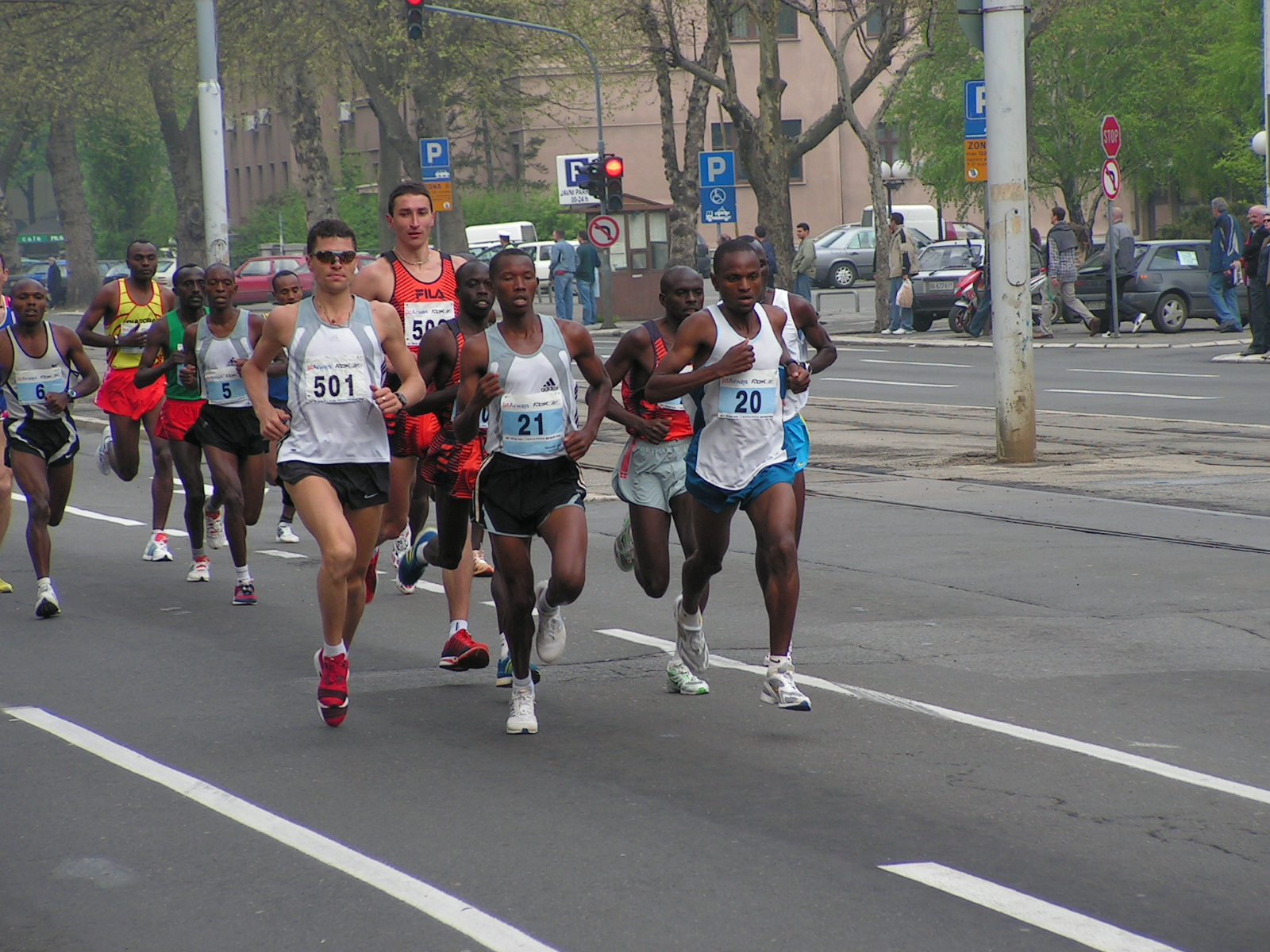
Марафонці на трасі в 2006 році

Белградський марафон — щорічний марафон, який проходить у Белграді, Сербія.
Проводиться з 1988 року, в квітні. 1999 року, в розпал війни НАТО проти Югославії, марафон був проведений у вигляді офіційного групового забігу, в якому брали участь представники дев'яти країн, зокрема країн — членів НАТО. У 2003 році був перенесений на жовтень через надзвичайний стан у країні після вбивства прем'єр-міністра Зорана Джинджича.
Разом із марафонським забігом проходить напівмарафон, забіг на 5 кілометрів та дитячий міні-марафон.

## Переможці
| Дата           | Переможці серед чоловіків                                                     | Країна                                                                        | Час (г:хв:с)                                                                  | Переможці серед жінок                                                         | Країна                                                                        | Час (г:хв:с) |
| -------------- | ----------------------------------------------------------------------------- | ----------------------------------------------------------------------------- | ----------------------------------------------------------------------------- | ----------------------------------------------------------------------------- | ----------------------------------------------------------------------------- | ------------ |
| 17 квітня 2011 | Гебреселассіє Цегайе                                                          | Ефіопія                                                                       | 2:14:41                                                                       | Фрасіа Ваітака                                                                | Кенія                                                                         | 2:34:31      |
| 18 квітня 2010 | Джонстон Майо                                                                 | Кенія                                                                         | 2:16:23                                                                       | Хеллен Муго                                                                   | Кенія                                                                         | 2:41:19      |
| 18 квітня 2009 | Віктор Кіген                                                                  | Кенія                                                                         | 2:13:28                                                                       | Анна Косгеї                                                                   | Кенія                                                                         | 2:34:51      |
| 19 квітня 2008 | Вільям Кіпчумба                                                               | Кенія                                                                         | 2:14:03                                                                       | Наталія Чаткіна                                                               | Білорусь                                                                      | 2:46:24      |
| 21 квітня 2007 | Джон Малуні                                                                   | Кенія                                                                         | 2:11:53                                                                       | Олівера Євтіч                                                                 | Сербія                                                                        | 2:35:46      |
| 22 квітня 2006 | Яфет Косгеї                                                                   | Кенія                                                                         | 2:10:54                                                                       | Галина Карнацевич                                                             | Білорусь                                                                      | 2:34:35      |
| 23 квітня 2005 | Медекса Бададе                                                                | Ефіопія                                                                       | 2:12:10                                                                       | Інга Абітова                                                                  | Росія                                                                         | 2:38:20      |
| 24 квітня 2004 | Крістофер Ісенгве                                                             | Танзанія                                                                      | 2:12:53                                                                       | Роза Нянгача                                                                  | Кенія                                                                         | 2:35:55      |
| 18 жовтня 2003 | Бенсон Огато                                                                  | Кенія                                                                         | 2:14:48                                                                       | Жанна Малькова                                                                | Росія                                                                         | 2:40:24      |
| 20 квітня 2002 | Джеффрі Кінуа                                                                 | Кенія                                                                         | 2:18:48                                                                       | Родіка Чіріта                                                                 | Румунія                                                                       | 2:40:55      |
| 21 квітня 2001 | Млулекі Нобанда                                                               | ПАР                                                                           | 2:15:11                                                                       | Крістіна Помаку                                                               | Румунія                                                                       | 2:29:44      |
| 22 квітня 2000 | Табісо Мокхалі                                                                | Лесото                                                                        | 2:15:08                                                                       | Крістіна Помаку                                                               | Румунія                                                                       | 2:36:54      |
| 17 квітня 1999 | Був проведений в вигляді офіційного групового пробігу у зв'язку з війною НАТО | Був проведений в вигляді офіційного групового пробігу у зв'язку з війною НАТО | Був проведений в вигляді офіційного групового пробігу у зв'язку з війною НАТО | Був проведений в вигляді офіційного групового пробігу у зв'язку з війною НАТО | Був проведений в вигляді офіційного групового пробігу у зв'язку з війною НАТО | 3:15:16      |
| 25 квітня 1998 | Рубен Чебутіч                                                                 | Кенія                                                                         | 2:12:51                                                                       | Ірина Богачова                                                                | Киргизстан                                                                    | 2:32:07      |
| 19 квітня 1997 | Джозефат Ндеті                                                                | Кенія                                                                         | 2:13:38                                                                       | Ірина Богачова                                                                | Киргизстан                                                                    | 2:34:57      |
| 20 квітня 1996 | Ахмед Салах                                                                   | Джибуті                                                                       | 2:14:15                                                                       | Ізабела Заторска                                                              | Польща                                                                        | 2:36:51      |
| 22 квітня 1995 | Котов, Владимир                                                               | Білорусь                                                                      | 2:14:00                                                                       | Ізабела Заторска                                                              | Польща                                                                        | 2:40:27      |
| 23 квітня 1994 | Володимир Буханов                                                             | Україна                                                                       | 2:12:28                                                                       | Крістіна Помаку                                                               | Румунія                                                                       | 2:33:08      |
| 24 квітня 1993 | Якоб Нгунзу                                                                   | Кенія                                                                         | 2:16:09                                                                       | Сузана Чирич                                                                  | Югославія                                                                     | 2:40:27      |
| 25 квітня 1992 | Ніколас Ньенгераї                                                             | Зімбабве                                                                      | 2:16:07                                                                       | Гаріфа Блайзанова                                                             | Казахстан                                                                     | 2:45:12      |
| 4 травня 1991  | Агапіус Масонг                                                                | Танзанія                                                                      | 2:16:23                                                                       | Карла Малісова                                                                | Чехословаччина                                                                | 2:47:10      |
| 5 травня 1990  | Джозеф Нзау                                                                   | Кенія                                                                         | 2:19:32                                                                       | Сузана Чіріч                                                                  | Югославія                                                                     | 2:45:09      |